# Инс, Томас
Томас Харпер Инс (англ. Thomas Harper Ince; 6 ноября 1882, Ньюпорт — 19 ноября 1924, Санта-Моника) — американский кинорежиссёр и продюсер, прозванный «отцом вестерна». Оба брата Томаса, Джон (1878—1947) и Ральф (1887—1937), также были кинематографистами.

## Биография
Томас Харпер Инс родился в 1882 году в Ньюпорте в семье бедных эстрадных актёров. Не получил законченного образования. С шести лет стал выступать на сцене и к началу работы в кино перепробовал не один десяток различных профессий (работал официантом в кафе). В 1906 году он впервые снялся в маленькой роли у Эдисона, а затем в «Вайтографе». Пять лет спустя брат Томаса Инса стал ведущим актёром «Вайтографа». Вместе с женой раза два выступал статистом в «Байографе», где и познакомился с Гриффитом. В 1910 году он уехал из Нью-Йорка в Голливуд.
В 1911 году владелец фирмы «ИМП» (англ. Independent Moving Pictures) Адам Кессель сделал Инса руководителем фирмы «Бизон» (англ. Bison), которая специализировалась на ковбойских фильмах с участием цирковых акробатов.
В октябре 1911 года Томас Инс поставил первый вестерн — «Через прерии».
К началу первой мировой войны Инс построил собственную студию «Инсвилл» (англ. Inceville).
С 1915 года Инс становится автономным руководителем творческого объединения в рамках кинокомпании «Треугольник» (англ. Triangle Motion Picture Company). Кроме Инса, в «Треугольник» вошли Мак Сеннет и Дэвид Гриффит. 2 июня 1916 года проходит премьеры «Цивилизации».
После 1919 года дела режиссёра пошли хуже. В период между 1921 и 1924 годами режиссёр выпустил около пятидесяти фильмов, не имевших коммерческого успеха. В последние годы он снимал картины с участием Мэрион Дэвис.
Томас Харпер Инс умер 19 ноября 1924 года в результате сердечного приступа, произошедшего на борту яхты У. Р. Херста «Идрис». Режиссёра доставили в больницу, а потом перевезли домой, где он и скончался. Смерть Инса получила широкий резонанс, вокруг её причин до сих пор циркулируют различные данные: по одной версии, режиссёр умер от пищевого отравления, по другой — из-за разногласий был застрелен владельцем яхты, мультимиллионером Херстом. Официальную версию смерти подтверждает в своих мемуарах Чарльз Чаплин:
Все подумали, что это приступ желудочных колик, но ему делалось всё хуже и хуже, и тогда решили, что, очевидно, надо немедленно положить его в больницу. Врачи поставили диагноз тяжёлого сердечного приступа, и вскоре Инса переправили из Сан-Диего домой, в Беверли-Хиллс, где недели три спустя приступ повторился и Инс умер.

Немедленно разнесся мрачный слух, что Инс был убит, и виновником его смерти называли Херста. Эти слухи не имели под собой никакой почвы. Я знаю это вполне достоверно, потому что мы с Марион [Дэвис] и Херстом навестили Инса за две недели до его смерти, он был очень рад видеть нас троих у себя и был уверен, что скоро выздоровеет.
Одна из версий гибели Инса представлена в фильме Питера Богдановича «Смерть в Голливуде» (2001), где самого Инса сыграл Кэри Элвес.

## Творческий метод
Основой производственного процесса Инс всегда считал сценарий. Подборкой сценариев на студиях Инса занимался Гарднер Сюлливан, в прошлом журналист и писатель. Однако Инс на правах режиссёра-постановщика оставлял за собой право контроля и все сценарии в обязательном порядке проходили через его руки. Он сам просматривал их и вносил поправки. Это был инсовский «железный сценарий».
Второй отличительной особенностью работы Инса являлось одновременное руководство постановкой нескольких фильмов.
В течение нескольких лет у Инса подобрался довольно большой штат режиссёров, и многие из них впоследствии стали ведущими режиссёрами американского кино. Среди них Фред Нибло, Фрэнк Борзейги, Реджинальд Баркер, Генри Кинг, Уолтер Эдвардс, Раймонд Уэст, Чарлз Миллер. Сам Инс редко ставил фильмы самостоятельно — он был продюсером, но зато почти всегда сам монтировал фильмы, снятые другими режиссёрами под его руководством.
На студиях Инса начинали свою карьеру актёры Вильям Харт и Чарльз Рей, Сессю Хаякава и его жена Цуру Аоки.
Жорж Садуль отмечая, что несмотря на то, что работы Инса не связанные с жанром вестерна значительно уступают его фильмам посвящённым Дикому Западу писал: 
Этот человек, отрицавший существование особого языка кино, был не только предтечей всех современных американских постановщиков в смысле организационном, но в то же время — и почти против воли — и большим лирическим поэтом. Его творчество пронизано чувством трагического, горячим влечением к эпическим формам борьбы и к победе, ярким восприятием действительности со всеми его бурями и шквалами.

## Фильмография и творческая деятельность

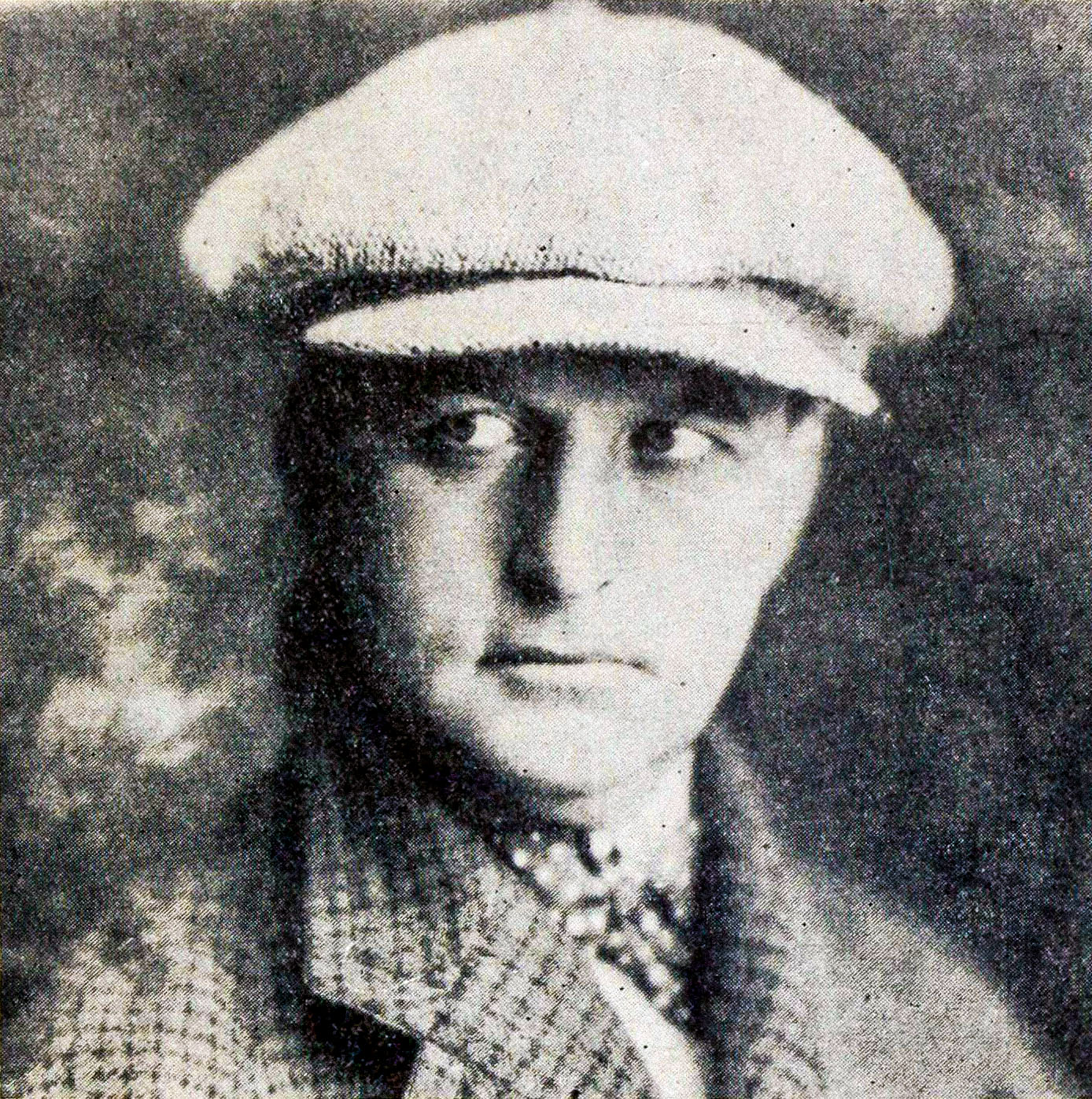
(1920)

- 1910 — Их первое недоразумение / Their First Misunderstanding (акт. Мэри Пикфорд, Оуэн Мур)
- 1911 — Новый повар / Bar Z’s New Cook
- 1911 — Sweet Memories
- 1912 — Через прерии
- 1912 — За свободу Кубы / For Freedom of Cuba
- 1912 — Немезида / His Nemesis (акт. Сессю Хаякава)
- 1912 — Последняя битва Кастера
- 1912 — Закон Дальнего Запада / The Law of the West
- 1912 — Червонный туз
- 1912 — Прямая дорога
- 1912 — Тень прошлого / A Shadow of the Past
- 1912 — Дезертир / The Deserter
- 1913 — Битва при Геттисберге / The Battle of Gettysburg (акт. Сессю Хаякава)
- 1913 — Призыв к оружию
- 1913 — Депеша посла
- 1913 — Любимый сын
- 1913 — Драма на море
- 1913 — Гордость Юга
- 1913 — Клеймо
- 1913 — Молодая Америка
- 1914 — Тайфун / The Typhoon
- 1914 — Гнев богов / (акт. Сессю Хаякава)
- 1914 — Сделка
- 1914 — Последний из рода / (акт. Сессю Хаякава)
- 1915 — Итальянец / The Italian
- 1916 — Цивилизация / Civilization
- 1916 — Дивиденд / The Dividend
- 1920 — Опасные часы
- 1923 — Готтентот
- 1924 — Барбара Фричл

## Признание и награды
- За постановку фильма «Цивилизация» Инс был удостоен благодарности президента и принят в Белом доме как почётный гость[7].

## Дополнительные факты
- "…«Доктор больных фильмов» — такую кличку Инс получил за своё умение удачно исправлять, казалось, безнадёжные фильмы, придавая им зачастую новый смысл и занимательность…"[7].
- Инс считается родоначальником системы типажа в американском кино[7].
- «…Томас Инс хвастался, что никогда не прочёл ни одной книги…»[5].